# Nazionale femminile di pallacanestro del Canada
La nazionale femminile di pallacanestro del Canada, selezione dei migliori giocatori di pallacanestro di nazionalità canadese, rappresenta il Canada nelle competizioni internazionali di pallacanestro organizzate dalla FIBA. È gestita dalla Basketball Canada.

## Storia
La nazionale canadese, anche se rappresentante di un Paese di non eccelsa tradizione cestistica, ha raggiunto nel passato un buon livello tecnico, che le ha consentito di salire sul podio nei massimi Tornei internazionali. A testimonianza di ciò, il ciclo d'oro iniziato a cavallo fra gli anni settanta e gli anni ottanta, periodo durante il quale il team nazionale ha vinto due bronzi mondiali ed ha partecipato alle olimpiadi terminando al sesto e quarto posto.
Da lì in poi, un calo tecnico, che se non le ha impedito di marcar presenza alle massime manifestazioni internazionali, non le ha più permesso di salire sul podio.
Ai Campionati Americani, è andata a medaglia 12 volte vincendo 7 bronzi e 2 argenti, con gli ori del 1995, 2015 e 2017.

## Piazzamenti

### Olimpiadi
- 1976 - 6º
- 1984 - 4º
- 1996 - 11º
- 2000 - 10º
- 2012 - 8º

- 2016 - 7º
- 2020 - 9º
- 2024 - 11º

### Campionati mondiali
- 1971 - 10º
- 1975 - 11º
- 1979 -  3º
- 1983 - 9º
- 1986 -  3º

- 1990 - 7º
- 1994 - 7º
- 2006 - 10º
- 2010 - 12º
- 2014 - 5º

- 2018 - 7º
- 2022 - 4º

### Campionati americani
- 1989 -  3º
- 1993 -  3º
- 1995 -  1º
- 1997 - 5º
- 1999 -  3º

- 2001 - 4º
- 2003 -  3º
- 2005 -  3º
- 2007 - 5º
- 2009 -  3º

- 2011 -  3º
- 2013 -  2º
- 2015 -  1º
- 2017 -  1º
- 2019 -  2º

- 2021 - 4º
- 2023 -  3º

### Giochi panamericani
- 1955 - 5º
- 1959 - 4º
- 1963 - 4º
- 1967 -  3º
- 1971 - 5º

- 1975 - 5º
- 1979 -  3º
- 1983 - 4º
- 1987 -  3º
- 1991 - 4º

- 1995 - Torneo annullato
- 1999 -  2º
- 2003 - 4º
- 2007 - 4º
- 2011 - 6º

- 2015 -  1º
- 2019 - 6º

## Formazioni

### Olimpiadi
Pallacanestro ai Giochi della XXI Olimpiade - Torneo femminile4 Douthwright, 5 Sargent, 6 Hurley, 7 Critelli, 8 Bland, 9 Dufresne, 10 Strike, 11 Sweeney, 12 Turney, 13 Hobin, 14 Johnson, 15 Barnes,        All. Brian Heaney
Pallacanestro ai Giochi della XXIII Olimpiade - Torneo femminile4 Polson, 5 McAra, 6 Pendergast, 7 Huband, 8 Sealey, 9 Lang, 10 Smith, 11 Sweeney, 12 Clarkson, 13 Kordic, 14 Blackwell, 15 Thomas,        All. Don McCrae
Pallacanestro ai Giochi della XXVI Olimpiade - Torneo femminile4 Smith, 5 Karch, 6 Thompson, 7 Stewart, 8 Molcak, 9 Evans, 10 Johnston, 11 Norman, 12 Jerant, 13 Boucher, 14 Blackwell, 15 Lange,        All. Peter Ennis
Pallacanestro ai Giochi della XXVII Olimpiade - Torneo femminile4 Hendry, 5 Karch, 6 Bouchard, 7 Johnson, 8 Blakebrough, 9 Kleindienst, 10 Dales, 11 Norman, 12 Brassard, 13 Boucher, 14 McNichol, 15 Sutton-Brown,        All. Bev Smith
Pallacanestro ai Giochi della XXX Olimpiade - Torneo femminile4 Phillips, 5 Gabriele, 6 Thorburn, 7 Pilypaitis, 8 Smith, 9 Ayim, 10 A. Tatham, 11 Achonwa, 12 Murphy, 13 T. Tatham, 14 Aubry, 15 Plouffe,        All. Allison McNeill
Pallacanestro ai Giochi della XXXI Olimpiade - Torneo femminile4 Langlois, 5 Nurse, 6 Thorburn, 7 Raincock-Ekunwe, 8 Smith, 9 Ayim, 10 Fields, 11 Achonwa, 12 Murphy, 13 Tatham, 14 K. Plouffe, 15 M. Plouffe,        All. Lisa Thomaidis
Pallacanestro ai Giochi della XXXII Olimpiade - Torneo femminile1 Pellington, 5 Nurse, 6 Carleton, 7 Raincock-Ekunwe, 8 Gaucher, 9 Ayim, 11 Achonwa, 13 Colley, 14 Alexander, 15 Amihere, 21 Fields, 24 Edwards,        All. Lisa Thomaidis
Pallacanestro ai Giochi della XXXIII Olimpiade - Torneo femminile2 Colley, 4 Hill, 5 Nurse, 6 Carleton, 8 Prosper, 9 Ejim, 11 Achonwa, 12 Swords, 14 Alexander, 15 Amihere, 21 Fields, 24 Edwards,        All. Víctor Lapeña

### Campionati mondiali
Campionato mondiale femminile di pallacanestro 19714 Curry, 5 Witzel, 6 Douthwright, 7 Savege, 8 Radanovich, 9 Sargent, 10 Ross, 11 Hamerton, 12 Williams, 13 Tatham, 14 Gensick, 15 Coutts,        All. Darlene Currie
Campionato mondiale femminile di pallacanestro 19754 Douthwright, 5 Sargent, 6 Hobin, 7 Critelli, 8 Bland, 9 Dufresne, 10 Strike, 12 Turney, 13 Tatham, 14 Johnson, 15 Barnes,        All. Brian Heaney
Campionato mondiale femminile di pallacanestro 19794 Hebb, 5 McPhail, 6 Critelli, 7 Huband, 8 Dignard, 9 Lang, 10 Smith, 11 Sweeney, 12 Clarkson, 13 Douglas, 14 Jackson, 15 Steele,        All. Don McCrae
Campionato mondiale femminile di pallacanestro 19834 McAra, 5 Turney, 6 Pendergast, 7 Huband, 8 Sealey, 9 Lang, 10 Bauer, 11 Sweeney, 12 Clarkson, 13 Kordic, 14 Blackwell, 15 Verrecchia,        All. Don McCrae
Campionato mondiale femminile di pallacanestro 19864 Polson, 5 Thomas, 6 Pendergast, 7 Huband, 8 Hamilton, 9 Fowler, 10 Smith, 11 Clarke, 12 Lange, 13 Espeseth, 14 Blackwell, 15 Cochran,        All. Wayne Hussey
Campionato mondiale femminile di pallacanestro 19904 Blakebrough, 5 Karch, 6 Pendergast, 7 Bertholet, 8 Hamilton, 9 Evans, 10 St. Martin, 11 Clarke, 12 Fowler, 13 Hendry, 14 Blackwell, 15 Lange,        All. Wayne Hussey
Campionato mondiale femminile di pallacanestro 19944 Gallaway, 5 Karch, 6 Smith, 7 Stewart, 8 Molcak, 9 Evans, 10 Johnston, 11 Scott, 12 Thompson, 13 Boucher, 14 Blackwell, 15 Lange,        All. Kathy Shields
Campionato mondiale femminile di pallacanestro 20064 Townsend, 5 Gabriele, 6 Adrian, 7 Grenier, 8 Smith, 9 Crooks, 10 Watson, 11 Brown, 12 Brassard, 13 Johnson, 14 Aubry, 15 Sutton-Brown,        All. Allison McNeill
Campionato mondiale femminile di pallacanestro 20104 Phillips, 5 Gabriele, 6 Chapdelaine, 7 Pilypaitis, 8 Smith, 9 Bekkering, 10 A. Tatham, 11 Achonwa, 12 Murphy, 13 T. Tatham, 14 Aubry, 15 Adams,        All. Allison McNeill
Campionato mondiale femminile di pallacanestro 20144 Langlois, 5 Nurse, 6 Thorburn, 7 Pilypaitis, 8 Smith, 9 Ayim, 10 Fields, 11 K. Plouffe, 12 Murphy, 13 Tatham, 14 Boogaard, 15 M. Plouffe,        All. Lisa Thomaidis
Campionato mondiale femminile di pallacanestro 20184 Langlois, 5 Nurse, 6 Carleton, 7 Raincock-Ekunwe, 8 Gaucher, 9 Ayim, 10 Fields, 11 Achonwa, 12 Weisner, 13 Colley, 15 Plouffe, 22 Hamblin,        All. Lisa Thomaidis
Campionato mondiale femminile di pallacanestro 20222 Konig, 4 Hill, 5 Nurse, 6 Carleton, 11 Achonwa, 13 Colley, 14 Alexander, 15 Amihere, 16 Gilles, 21 Fields, 22 Kyei, 30 Hanson,        All. Víctor Lapeña

### Campionati americani
Campionato americano femminile di pallacanestro 1989Blackwell, Boucher, Clarke, Evans, Fowler, Hamilton, Johnston, Kowal, Lange, Pendergast, St. Martin, Thomas, All. Wayne Hussey
Campionato americano femminile di pallacanestro 1993Blackwell, Boucher, Evans, Jerant, Karch, Lange, Molcak, Scott, Smith, Stewart, Thompson, All. Kathy Shields
Campionato americano femminile di pallacanestro 1995Blackwell, Boucher, Evans, Jerant, Johnston, Karch, Lange, Molcak, Norman, Smith, Stewart, Thompson, All. Peter Ennis
Campionato americano femminile di pallacanestro 1997Bouchard, Brassard, Church, Jerant, Johannesson, Johnson, Johnston, Koop, Molcak, Norman, Rigby, Stewart, All. Bev Smith
Campionato americano femminile di pallacanestro 1999Boucher, Brassard, Hendry, Johnson, Johnston, Karch, Kleindienst, Koop, McKenzie, McNichol, Molcak, Norman, All. Bev Smith
Campionato americano femminile di pallacanestro 20014 Hendry, 5 Bouchard, 6 Smith, 7 Grenier, 8 Shewchuk, 9 Gabriele, 10 Dales, 11 Norman, 12 Ganes, 13 Johnson, 14 de Ciman, 15 Sutton-Brown,        All. Bev Smith
Campionato americano femminile di pallacanestro 20034 Hendry, 5 Gabriele, 6 Brassard, 7 Thorburn, 8 Smith, 9 Doan, 10 Dales, 11 Norman, 12 Bouchard, 13 Johnson, 14 Murray, 15 Sutton-Brown,        All. Allison McNeill
Campionato americano femminile di pallacanestro 20054 Townsend, 5 Gabriele, 6 Cressman, 7 Grenier, 8 Smith, 9 Chapdelaine, 10 Ganes, 11 Brown, 12 Brassard, 13 Johnson, 14 Aubry, 15 Sutton-Brown,        All. Allison McNeill
Campionato americano femminile di pallacanestro 20074 Townsend, 5 Gabriele, 6 Asagwara, 7 Grenier, 8 Smith, 9 Crooks, 10 Campbell, 11 Brown, 12 Murphy, 13 Tatham, 14 Aubry, 15 Adams,        All. Allison McNeill
Campionato americano femminile di pallacanestro 20094 Riverin, 5 Gabriele, 6 Chapdelaine, 7 Adrian, 8 Smith, 9 Bekkering, 10 Pinske, 11 Achonwa, 12 Weigl, 13 Tatham, 14 Aubry, 15 Adams,        All. Allison McNeill
Campionato americano femminile di pallacanestro 20114 Phillips, 5 Gabriele, 6 Thorburn, 7 Pilypaitis, 8 Smith, 9 Riverin, 10 A. Tatham, 11 Keane, 12 Murphy, 13 T. Tatham, 14 Aubry, 15 Ayim,        All. Allison McNeill
Campionato americano femminile di pallacanestro 20134 Phillips, 5 Nurse, 6 Thorburn, 7 Pilypaitis, 8 Smith, 9 Ayim, 10 Colley, 11 Achonwa, 12 Murphy, 13 Tatham, 14 Ross, 15 Keane,        All. Lisa Thomaidis
Campionato americano femminile di pallacanestro 20154 Langlois, 5 Nurse, 6 Thorburn, 7 Raincock-Ekunwe, 8 Smith, 9 Ayim, 10 Fields, 11 Achonwa, 12 Murphy, 13 Tatham, 14 K. Plouffe, 15 M. Plouffe,        All. Lisa Thomaidis
Campionato americano femminile di pallacanestro 20174 Langlois, 5 Nurse, 6 Dally, 7 Hill, 8 Carleton, 9 Ayim, 10 Fields, 12 Weisner, 13 Colley, 14 K. Plouffe, 15 M. Plouffe, 22 Hamblin,        All. Lisa Thomaidis
Campionato americano femminile di pallacanestro 20194 Hill, 6 Carleton, 7 Raincock-Ekunwe, 8 Gaucher, 9 Ayim, 10 Langlois, 12 Weisner, 13 Colley, 14 Alexander, 15 Edwards, 22 Hamblin, 23 Dornstauder,        All. Lisa Thomaidis
Campionato americano femminile di pallacanestro 20211 Pellington, 2 Konig, 3 Russell, 4 Hill, 7 Raincock-Ekunwe, 9 Ayim, 12 Weisner, 13 Colley, 14 Alexander, 15 Amihere, 21 Fields, 24 Edwards,        All. Lisa Thomaidis
Campionato americano femminile di pallacanestro 20231 Konig, 2 Colley, 3 Russell, 4 Hill, 8 Prosper, 9 Ejim, 10 Potter, 12 Swords, 14 Alexander, 21 Fields, 24 Edwards, 30 Hanson,        All. Víctor Lapeña

### Giochi panamericani
Pallacanestro femminile ai II Giochi panamericani3 Topley, 4 Slater, 5 McIntosh, 6 Mitchell, 7 Milner, 8 N. McDermott, 9 L. McDermott, 10 Robinson, 11 Stoddart, 12 Osborne, 14 Panasis,        All. Gordie McDonald
Pallacanestro femminile ai III Giochi panamericaniCampbell, Currie, Fior, Holt, Jenkin, Lawson, MacDonald, McDermott, Shepherd, Topley, Waddell, All. Jack Adilman, Bob Stayner
Pallacanestro femminile ai IV Giochi panamericaniBeach, Coward, Currie, Farrell, MacDonald, Mamuza, McDermott, Shepherd, Thomson, Whitehead, All. Gordie McDonald
Pallacanestro femminile ai V Giochi panamericaniCoutts, Currie, Curry, Doyle, Gensick, Hilliard, Kingswood, MacDonald, McIntosh, Pisnook, Robertson, Robinson, All. Nora McDermott
Pallacanestro femminile ai VI Giochi panamericaniCoutts, Curry, Douthwright, Gensick, Grant, Hamerton, Radanovich, Ross, Sargent, Tatham, Williams, Witzel, All. Darlene Currie
Pallacanestro femminile ai VII Giochi panamericani4 Douthwright, 5 Sargent, 6 Critelli, 7 Silcott, 8 Bland, 9 Dufresne, 10 Strike, 11 Sweeney, 12 Turney, 13 Tatham, 14 Johnson, 15 Barnes,        All. Brian Heaney
Pallacanestro femminile agli VIII Giochi panamericaniClarkson, Critelli, Dignard, Douglas, Huband, Jackson, Lang, McPhail, Smith, Steele, Sweeney, Turney, All. Don McCrae
Pallacanestro femminile ai IX Giochi panamericani4 Polson, 5 McAra, 6 Pendergast, 7 Huband, 8 Sealey, 9 Lang, 10 Bauer, 11 Sweeney, 12 Clarkson, 13 Kordic, 14 Blackwell, 15 Verrecchia,        All. Don McCrae
Pallacanestro femminile ai X Giochi panamericani4 Polson, 5 Thomas, 6 Pendergast, 7 Huband, 8 Hamilton, 9 Fowler, 10 Smith, 11 Orton, 12 Karch, 13 Espeseth, 14 Blackwell, 15 Cochran,        All. Wayne Hussey
Pallacanestro femminile agli XI Giochi panamericani4 Molcak, 5 Karch, 6 Pendergast, 7 Bertholet, 8 Norman, 9 Evans, 10 Johnston, 11 Stewart, 12 Moore, 13 Hendry, 14 Blackwell, 15 Scott,        All. Wayne Hussey
Pallacanestro femminile ai XIII Giochi panamericaniBouchard, Boucher, Brassard, Dales, Hendry, Johnson, Johnston, Karch, Kleindienst, McKenzie, Norman, Sutton-Brown, All. Bev Smith
Pallacanestro femminile ai XIV Giochi panamericaniBouchard, Brassard, Doan, Ganes, Grenier, Hendry, Johnson, Gabriele, Murray, Norman, Smith, Thorburn, All. Allison McNeill
Pallacanestro femminile ai XV Giochi panamericani4 Townsend, 5 Gabriele, 6 Asagwara, 7 Adrian, 8 Campbell, 9 Crooks, 10 Watson, 11 Brown, 12 Murphy, 13 Tatham, 14 Aubry, 15 Adams,        All. Allison McNeill
Pallacanestro femminile ai XVI Giochi panamericani4 Humbert, 5 Purkovic, 6 Ring, 7 Colley, 8 Tatham, 9 Crozon, 10 Campbell, 11 Pinske, 12 Wolfram, 13 Prince, 14 Ledingham, 15 Kiss,        All. Allison McNeill
Pallacanestro femminile ai XVII Giochi panamericani4 Langlois, 5 Nurse, 6 Thorburn, 7 Raincock-Ekunwe, 8 Smith, 9 Ayim, 10 Fields, 11 Achonwa, 12 Murphy, 13 Tatham, 14 K. Plouffe, 15 M. Plouffe,        All. Lisa Thomaidis
Pallacanestro femminile ai XVIII Giochi panamericani4 Hill, 5 Pellington, 6 Konig, 7 Jerome, 8 H. Brown, 9 Nofuente, 10 Hall, 11 Kiss-Rusk, 12 Scott, 13 C. Brown, 14 Hamblin, 15 Potter,        All. Stephen Baur